# Odette Renaud-Vernet
Odette Renaud-Vernet, née en 1932 à Pully et décédée le 4 avril 1993 à Lausanne, est une écrivaine et enseignante suisse.

## Biographie
En 1955, Odette Renaud-Vernet obtient une licence en Lettres à l’Université de Lausanne. En 1956, elle épouse Philippe Renaud. Elle enseigne dans le secondaire. En 1959, elle publie Trois heures de présence. La même année, elle part pour les États-Unis avec son mari. Elle étudie  l’anthropologie à l’Université de Berkeley. À New York, elle écrit entre autres Un hiver à New York, qui appartient au recueil Les Temps forts, ainsi que d’autres textes sur les États-Unis et son Autoportrait à la pointe bic. Durant les mois passés à New York, elle lit une grande quantité de Récits des peuples sauvages qu'elle traduit et préface. Elle parcourt les États-Unis plus de trois mois.
De retour en Suisse, elle enseigne à l’École normale des institutrices/instituteurs jusqu’en 1969. De 1971 à 1972, elle séjourne à Québec et sillonne le Canada en campant avec son mari. En 1979 elle publie Xannt, un recueil de nouvelles fantastiques et de science-fiction. L'année suivante, elle entreprend des études d’égyptologie à l’Université de Genève et obtient une licence en 1985. Elle donne des cours d’introduction à l’égyptologie à la Société d’égyptologie de Genève. En 1992, elle publie un roman Le Scribe de Ramsès II, aux Éditions Noël Blandin, Paris. Au cours de sa vie, elle avait aussi séjourné dans plusieurs pays d'Europe, d'Afrique et d'Asie, étudié et parlé le chinois.
Odette Renaud-Vernet raconte son enfance dans une autobiographie jusqu’ici inédite sous le titre : Un lièvre à carapace.

## Œuvres
- Trois Heures de présence, nouvelles, Lausanne, Éditions d'Aujourd'hui, 1959.
- Récits des peuples sauvages, Paris, Éditions José Corti, 1966.
- Les Temps forts, essais et nouvelles, Lausanne, Éditions de l'Aire, 1974.
- Xannt, contes fantastiques et de science fiction, Lausanne, Éditions de l'Aire, coll. « La Mouette », 1979.

Traduction en roumain : Xannt, traduction de Jean Grosu, Editura Albatros, Bucarest, 1987.
- Le Dialogue du désespéré avec son âme : une interprétation littéraire (nouvelle traduction), Genève, Cahiers de la Société d'Égyptologie, vol.I, 1991.
- Le Scribe de Ramsès II, roman, « Avant-dire » de Michel Butor, Paris, Éditions Noël Blandin, 1992.

### Sources
- « Odette Renaud-Vernet », sur la base de données des personnalités vaudoises sur la plateforme « Patrinum » de la Bibliothèque cantonale et universitaire de Lausanne.
- Fonds Odette Renaud-Vernet et Philippe Renaud de la Bibliothèque de la Ville de La Chaux-de-Fonds.
- Roger Francillon, Histoire de la littérature en Suisse romande, vol.III : 474, 482, 485 ; vol. IV : 36, 62, 205-206, 214, 452.
- Odette Renaud-Vernet (Open Library)